# Orval Faubus
Orval Eugene Faubus, né le 7 janvier 1910 à Huntsville (Arkansas) et mort le 14 décembre 1994 à Conway (Arkansas), est un homme politique démocrate américain. Il est gouverneur de l'Arkansas de 1955 à 1967, exerçant six mandats.
Il est célèbre pour sa défense de la ségrégation raciale dans les écoles de Little Rock, la capitale de l'Arkansas.

## Biographie

### Enfance chez les socialistes américains
Orval Faubus naît en 1910 à Combs (en), un petit village (communauté non incorporée) dans la forêt nationale d'Ozark-St. Francis, dans le comté de Madison au nord-ouest de l'Arkansas, non loin d'Huntsville. Son père, Sam Faubus, est fermier, assez pauvre mais politiquement actif au sein des mouvements socialistes, dont les idées étaient alors populaires dans les montagnes rurales de l'Arkansas. Sam Faubus est le fondateur d'une branche locale du Parti socialiste américain et se fait le chantre du suffrage des femmes ou du socialisme dans les journaux locaux.
En 1918, Sam Faubus et ses amis sont arrêtés pour « distribution de matériels séditieux ».

### Carrière politique

#### Un démocrate progressiste
En 1936, Orval Faubus se présente à l'assemblée générale de l'Arkansas. Il arrive deuxième dans sa circonscription mais refuse de contester le résultat en dépit de son bon droit, ce qui lui vaut la gratitude du Parti démocrate local.
Durant la Seconde Guerre mondiale, il sert dans la Troisième armée, sous les ordres du général George Patton en tant qu'officier du renseignement. Il est impliqué dans de nombreux combats. 
Au retour de la guerre, Faubus entretint ses amitiés avec les leaders du Parti démocrate de l'Arkansas, notamment avec le gouverneur Sid McMath, un démocrate progressiste, qui le fait entrer dans la haute administration de l'État. Quand Francis Cherry, qui avait battu McMath lors des élections gouvernatoriales de 1952, devient impopulaire, Faubus décide de le défier lors des primaires de 1954. Pendant la campagne, Faubus, présenté comme un candidat progressiste, est accusé par ses opposants de la droite au sein du Parti démocrate d'avoir soutenu des Communistes mais sort néanmoins victorieux contre Cherry.
Dans les premiers mois de son mandat, Faubus entreprend de mettre fin à la ségrégation dans les transports publics et envisage la possibilité de créer des écoles multiraciales. Mais, affecté par les accusations portées lors des élections, Faubus essaie de se blinder sur sa droite et, en peu de temps, s'élève contre toute déségrégation raciale généralisée dans l'État de l'Arkansas.

#### Un défenseur de la ségrégation raciale
En 1954, dans l'arrêt Brown v. Board of Education, la Cour suprême des États-Unis dénonce l'inconstitutionnalité de la ségrégation raciale dans les écoles. 
En 1957, confronté à la scolarisation de neuf élèves noirs au lycée central (Central High School) de Little Rock, jusque-là réservé aux seuls blancs mais déségrégué par ordre fédéral, Faubus refuse de se conformer à la décision de la Cour suprême et ordonne à la Garde nationale de l'État d'empêcher les élèves noirs d'accéder aux bâtiments du lycée. Des émeutes éclatent alors que les élèves noirs qui se présentaient devant l'établissement sont insultés. 

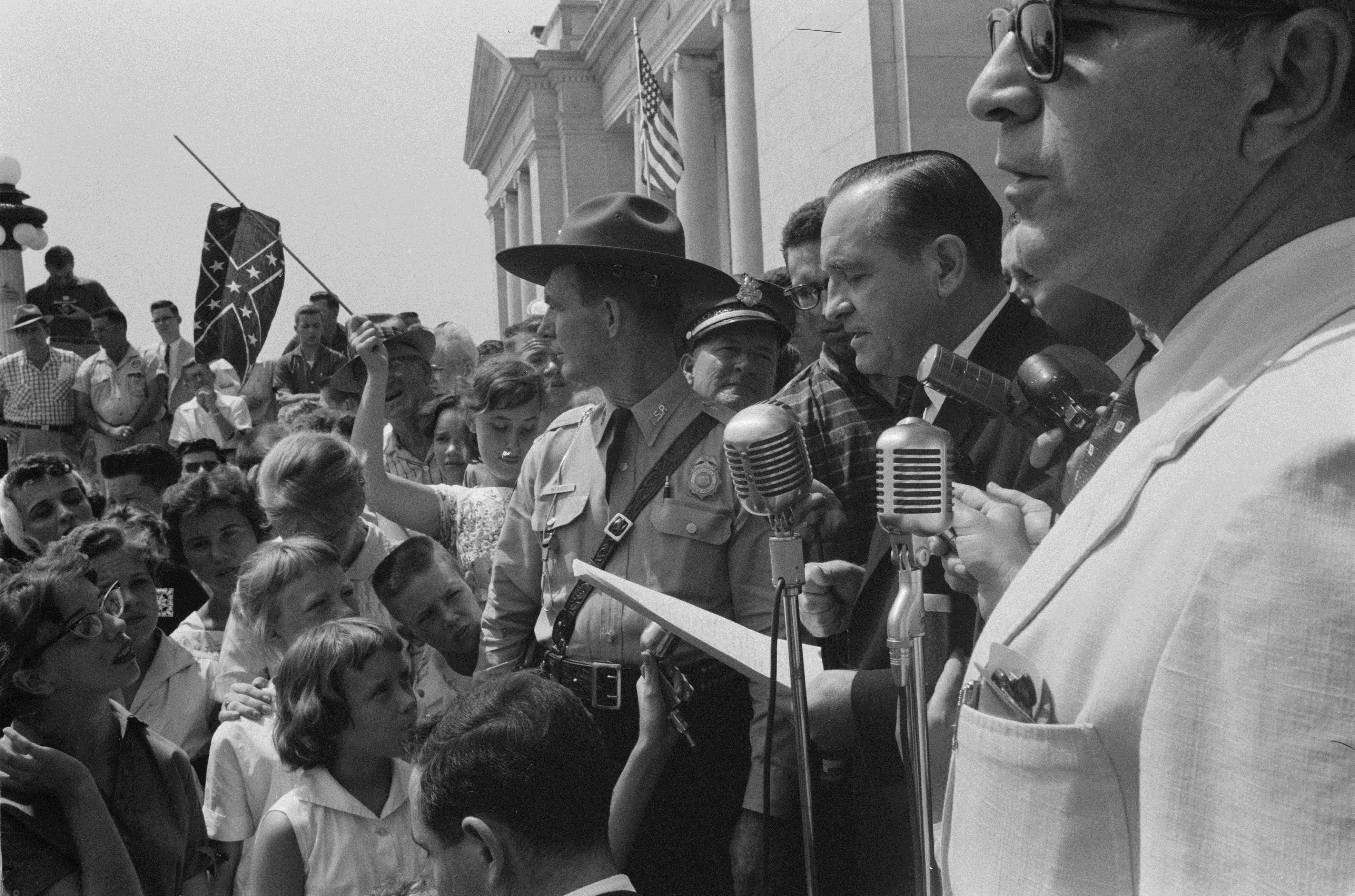
Manifestations des partisans de la ségrégation raciale à Little Rock en 1959, à l'écoute d'un discours du gouverneur Orval Faubus protestant, devant le Capitole, contre l'intégration de 9 élèves noirs au lycée central de la ville.

La décision de Faubus entraîne l'intervention du président Dwight Eisenhower, qui fait placer la Garde nationale de l'Arkansas sous le contrôle fédéral et lui ordonne de retourner dans ses baraquements. Elle est alors remplacée par mille hommes de la 101e division aéroportée, envoyée en Arkansas pour protéger les élèves noirs et faire appliquer la décision de la Cour suprême. 
Constamment harcelés, les neuf élèves (« les 9 de Little Rock ») se voient affecter chacun un militaire de la 101e comme garde du corps. Le gouverneur choisit alors, le 12 septembre 1958, de faire fermer les écoles plutôt que d'accepter qu'elles soient multiraciales. Les tribunaux fédéraux ordonnent leur réouverture, confirmée par la Cour suprême.
En dépit de son échec à empêcher la déségrégation des écoles publiques, Faubus est réélu à six reprises, pendant 12 ans. Il garde l'image d'un populiste en butte avec l'administration fédérale en dépit de relations personnelles cordiales avec les administrations démocrates des présidents John F. Kennedy et Lyndon Johnson. 
En 1962, Faubus rompt ses liens avec plusieurs organisations extrémistes comme le Conseil des Citoyens Blancs (White Citizens Council) ou d'autres groupes d'extrême droite qui apportent alors leur soutien au représentant démocrate Dale Alford (en) lors des élections au poste de gouverneur durant lesquelles Faubus apparaît comme le candidat modéré. Ainsi, lors de ces élections en 1964, Faubus récupère 81 % du vote noir. 
Après l'adoption de la loi sur le droit de vote en 1965, les Noirs de l'Arkansas deviennent plus indépendants dans leurs choix électoraux. 
En 1966, Faubus renonce à se présenter de nouveau pour un septième mandat. C'est le démocrate ségrégationniste James D. Johnson (en), juge à la Cour suprême de l'État d'Arkansas (en), qui emporte alors les primaires mais ce dernier est, à la surprise générale, battu par le Républicain Winthrop Rockefeller, premier Républicain à être élu au poste de gouverneur de l'Arkansas depuis 1874.

### Fin de carrière
En 1969, Faubus devient le nouveau directeur du parc à thème de Li'l Abner dans les Ozarks, à Dogpatch. 
Faubus tente de nouveau d'être élu gouverneur en 1970, 1974 et 1986 mais il est battu à chaque fois lors des primaires par Dale Bumpers, puis par David Pryor et enfin par Bill Clinton.
En 1969, après quarante ans de mariage avec Alta Faubus, Orval Faubus divorce pour épouser Elizabeth Westmoreland, une femme bien plus jeune que lui.
Dans les années 1970, la situation financière d'Orval Faubus se dégrade sérieusement, l'obligeant à vendre sa maison et à accepter un poste au comptoir d'une banque de Huntsville, non loin de son village natal. Son fils unique, Farrell Eugene Faubus, meurt en 1976 d'une overdose. 
De 1981 à 1983, il est employé par l'administration du gouverneur White pour diriger le département des Vétérans. En mars 1983, son épouse, dont il est séparé depuis un an, est retrouvée étranglée dans sa baignoire à Houston au Texas.
Après 1986, année où il obtient 33 % des voix lors des élections primaires du camp démocrate pour le poste de gouverneur contre 60% à Bill Clinton (de 36 ans son cadet), Orval Faubus quitte définitivement la vie politique. Il meurt d'un cancer de la prostate le 14 décembre 1994.

## Postérité
En 1959, le musicien Charles Mingus compose une virulente chanson Fables of Faubus,.
En 1966, le chanteur français Nino Ferrer l'interpelle dans sa chanson « Je veux être noir » issue de l'album du même nom.